# Ixhuatlancillo (kommun)
Ixhuatlancillo är en kommun i Mexiko.   Den ligger i delstaten Veracruz, i den sydöstra delen av landet, 220 km öster om huvudstaden Mexico City.
Följande samhällen finns i Ixhuatlancillo:
- Unión y Progreso
- Ixhuatlancillo
- Fraccionamiento Valle Dorado
- San Isidro
- Rancho de Pala
- Las Sirenas
- Dos Caminos
- Rancho del Cristo
- Cieneguilla